# طالب‌چمن
طالب‌چمن یکی از روستاهای استان آذربایجان شرقی است که در دهستان نظرکهریزی بخش نظرکهریزی شهرستان هشترود واقع شده‌است.این روستا در منطقه کوهستانی قرار دارد که از لحاظ دسترسی در زمستان به خاطر وجود برف سنگین سخت می شود.